# Abaco vadló
Az Abaco vadló a világ legveszélyeztetebb lófajtája. Egy kihalás szélén álló lófajta a Bahamákon és a Dominikai Köztársaságban.

## Története
A spanyol gyarmatosítás idején hajókkal hozták a berber lovakat a szigetre, ahol aztán gyorsan elszaporodtak. A XX. században azonban a városiasodás következtében életterük lecsökkent, és az 1960-as évekre már csak 200 egyedet számláltak. 1998-ig csak találgatták, hogy milyen ősöktől származhat. 1998-ban felmerült, hogy spanyol berber lovaktól eredhet. Ezért DNS-teszteket végeztek, amelyek alapján 99%-ban bebizonyosodott, hogy egy genetikailag tiszta állományról van szó, amely több mint 250 éve érintetlen. 2003-ban egy természetvédelmi területet hoztak létre fennmaradásuk érdekében a Nagy-Abaco-szigeten (Great Abaco Island). 2009 májusára 8 vadlovat tartanak számon a védett területen, és megmentésükre társadalmi összefogás indult. A helyi iskola diákjai az Abaco vadló ifjúsági program (Abaco Barb Youth Program) keretén belül tanulmányozzák és megfigyelik az állatokat, és pénzt gyűjtenek a fenntartásukra.

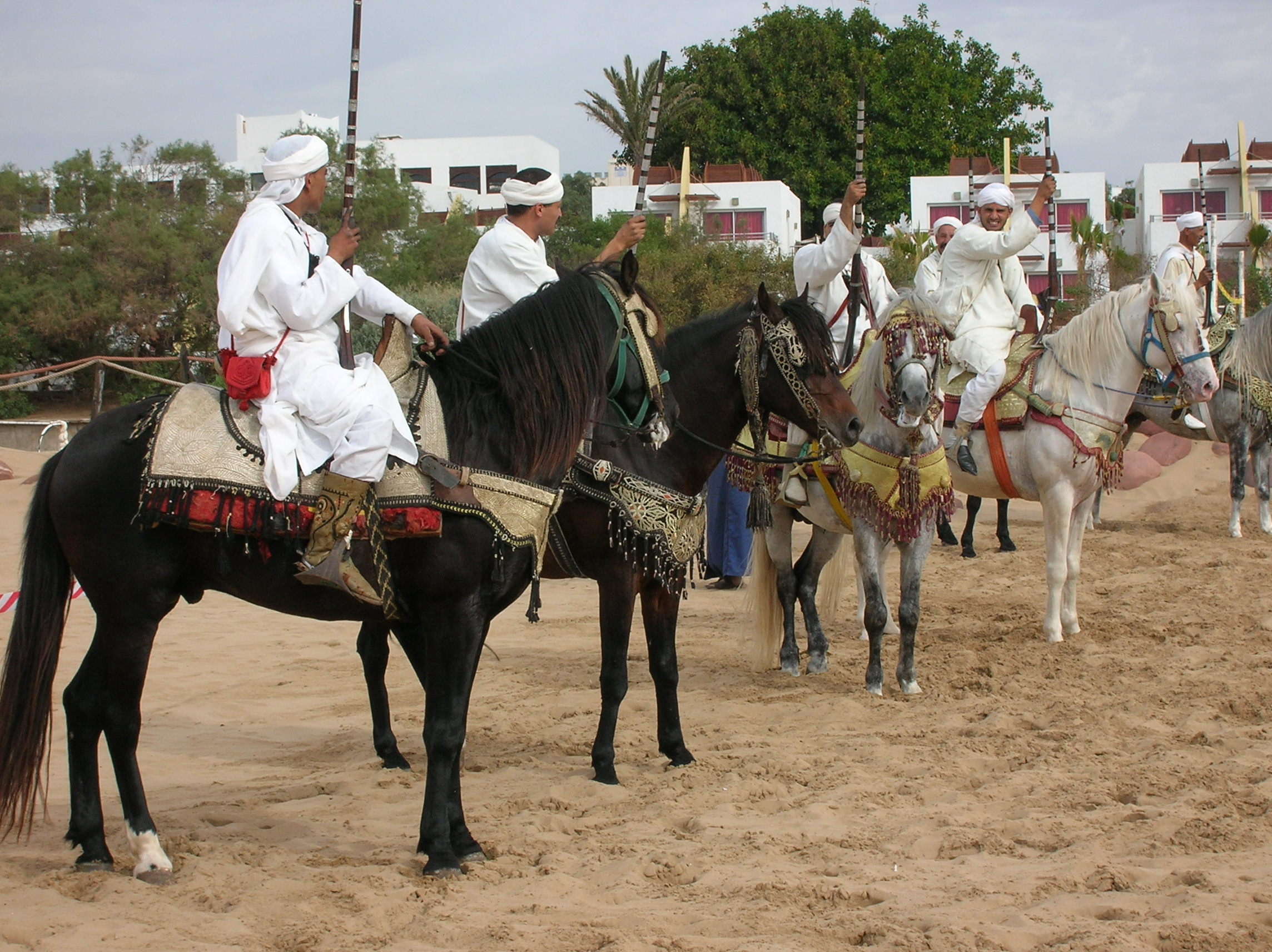
Berber lovak, az Abaco ősei

## Jellemzői
Marmagassága körülbelül 150 cm. Temperamentumos, élénk mozgású ló.

## Hasznosítása
Védett állomány, csak szaporításra használják.